# Neant
Neant are înțelesul de lipsă sau absență a ceva.